# Rufo López Fresquet
Rufo López-Fresquet (1911 – 2 de agosto de 1983) fue un economista cubano que se desempeñó como primer ministro de Hacienda de la Revolución Cubana entre enero de 1959 y marzo de 1960.

## Biografía

### Antes de la Revolución
Rufo López sea graduó en la Universidad de Columbia de los Estados Unidos. Fue presidente del Banco de Fomento Agrícola Industrial (BANFAIC) durante el gobierno de Carlos Prío Socarrás (1948-1952).
En 1952, tras el golpe militar que instaló como dictador a Fulgencio Batista (1952-1958), Rufo López se integró al Movimiento de la Nación, creado por Jorge Mañach con el fin de derrocar a Batista y restablecer la democracia liberal burguesa.

### Revolución cubana
Cuando la revolución triunfó, el 1 de enero de 1959, Rufo López fue elegido para integrar el primer gabinete como Ministro de Hacienda, siendo Presidente Manuel Urrutia Lleó y primer ministro José Miró Cardona. Lo hizo durante catorce meses. 
El 17 de marzo de 1960 López renunció a su cargo de ministro. Más adelante se relaciona con Evelio Francisco Pérez Menéndez (Frank) y participa en el frustrado golpe de Estado del 30 de agosto de 1962. Poco después se exilió en los Estados Unidos. 

### Exilio y muerte
En 1966 escribió un libro, Mis catorce meses con Castro. Murió en 1983 en Stockton, California, donde fue profesor de Economía en la Universidad del Pacificó.

## Publicaciones
- Rufo López-Fresquet (1966), My 14 Months with Castro (Mis catorce meses con Castro), Cleveland, New York: The World Publishing Company.